# Servicio de Vigilancia Aérea - Fuerza Pública
Il Servicio de Vigilancia Aérea, tradotto dallo spagnolo Servizio di vigilanza aerea, è la branca della Forza pubblica dello stato della Costa Rica deputata di controllare e sorvegliare dall'alto le attività illecite che attraversano il paese latino-americano.

## Storia
Il Servicio de Vigilancia Aerea venne costituito in seno al Ministero della Pubblica Sicurezza dopo la decisione del Presidente costaricano José Figueres Ferrer di abolire le forze armate del paese a seguito della vittoria nella guerra civile che lo dilaniò fino al 1948.
Prima di quella data era presente una normale forza aerea come noi l'intendiamo oggi con il nome di Fuerza Aérea Costarricense che peraltro si rese protagonista molte volte durante la guerra civile di azioni contro i ribelli.

## Organizzazione
Il Servicio de Vigilancia Aerea del Ministero della Pubblica Sicurezza si basa, per espletare le sue funzioni, di tre basi principali ubicate in posizioni chiave all'interno del paese. Una di queste è la base aerea di San José che è anche il principale centro operativo del servizio aereo.

## Compiti operativi
Tra i già citati compiti di sorveglianza e controllo delle attività illecite che interessano il paese, per esempio lo spaccio della droga, Il Servicio de Vigilancia Aerea si preoccupa anche di assicurare il trasporto VIP, l'evacuazione medica e il pronto soccorso per operazioni di soccorso.

## Curiosità
- I velivoli costaricani portano come sigla identificativa il prefisso letterale "MSP" seguito da un numero seriale.

## Aeromobili in uso
| Aeromobile                      | Origine     | Tipo                  | Versione (denominazione locale) | In servizio (2019) | Note | Immagine |
| Aerei per impieghi speciali     |             |                       |                                 |                    | |          |
| Beechcraft King Air 250         | Stati Uniti | aereo da ricognizione | B250                            | 0                  | 1 B250 ordinato ed in attesa di consegna nel 2019.                                                                             |          |
| Aerei da trasporto              |             |                       |                                 |                    | |          |
| Beechcraft King Air F90         | Stati Uniti | aereo da trasporto    | F90                             | 1                  | 1 F90 consegnato. |          |
| Cessna 207 Stationair-7         | Stati Uniti | aereo da trasporto    | C207                            | 1                  | 1 C207 consegnato. |          |
| Cessna 210 Centurion            | Stati Uniti | aereo da trasporto    | C210                            | 2                  | 2 C210 consegnati. |          |
| Cessna O-2 Skymaster            | Stati Uniti | aereo da trasporto    | O-2A                            | ?                  | 4 O-2A consegnati, non se ne conosce il numero di esemplari in servizio e se in grado di volare.                               |          |
| de Havilland Canada C-7 Caribou | Canada      | aereo da trasporto    | C-7A                            | 1?                 | 3 C-7A consegnati, non se ne conosce il numero di esemplari in servizio e se in grado di volare, fonti affermano un esemplare. |          |
| Piper PA-31 Navajo              | Stati Uniti | aereo da trasporto    | PA-31                           | 2                  | 2 consegnati. |          |
| Piper PA-34 Seneca II           | Stati Uniti | aereo da trasporto    | PA-34-200T                      | 1                  | 1 consegnato. |          |
| Cessna U206 Stationair-6        | Stati Uniti | aereo da trasporto    | U206G                           | 2                  | 4 consegnati. |          |
| Rockwell Grand Commander 680    | Stati Uniti | aereo da trasporto    | Grand Commander 680FLG          | 1?                 | 1 consegnato, non si conosce lo stato di servizio e se in grado di volare.                                                     |          |
| Elicotteri                      |             |                       |                                 |                    | |          |
| Bell 214                        | Stati Uniti | elicottero utility    | UH-1ST                          | 4                  | 4 UH-1ST consegnati a maggio 2019.                                                                                             |          |
| Bell UH-1 Huey                  | Stati Uniti | elicottero utility    | UH-1B                           | 2                  | 2 consegnati. |          |
| MD Helicopters MD 500           | Stati Uniti | elicottero utility    | MD-500E                         | 1                  | 3 consegnati. |          |
| MD Helicopters MD 600           | Stati Uniti | elicottero utility    | MD-600                          | 2                  | 2 consegnati. |          |
| Hughes 269                      | Stati Uniti | elicottero leggero    | H-269C                          | 1                  | 2 consegnati. |          |

## Aeromobili ritirati
- Harbin Y-12E - 2 esemplari (2016-2023)[1][3]